# Güner Lückli
Das Güner Lückli ist ein Saumpass im schweizerischen Kanton Graubünden, der das Lugnez, romanisch Val Lumnezia, mit dem deutschsprachigen Safiental verbindet.

## Geschichte
Die Passhöhe beträgt 2470 m ü. M. Es war früher der erste der drei Bündner Übergänge (Güner Lückli, Safierberg, Splügenpass) auf dem Weg vom Vorderrhein nach Chiavenna, für den die Passgänger rund 17 Stunden benötigten. Im Mittelalter war der Weg gepflastert und mit Karren befahrbar.
Die Passroute wurde, so wie weitere Alpwege im Safiental und in anderen Teilen Graubündens – durch polnische Internierte während des Zweiten Weltkrieges vorwiegend für militärische Zwecke ausgebaut, woher der Name „Polenweg“ rührt.

## Sommer
Der heutige markierte Wanderweg folgt nur noch abschnittsweise der alten Wegführung. Der Weg ist Teil einer Etappe der nationalen Wanderroute 6 Alpenpässe-Weg von SchweizMobil. Ausgangsort für Wanderungen sind die Weiler Gün bei Safien oder Duvin im Lugnez.
Ab Safien kann man über den Glaspass oder den Tomülpass zwei weitere alpine Übergange begehen, die in heutiger Zeit oft mit Mountainbikes befahren werden.

## Winter
Von Rainmatta/Rinmatta führt die Skitourenroute 370 über Gün zum Güner Lückli und weiter auf das Güner Horn (2851 m. ü. M.). Da die Westseite (Lugnez) stark lawinengefährdet ist, ist im Winter keine Passüberquerung möglich.